# Opéra de Fribourg
 (août 2015).
Fondé en mai 1986, l'Opéra de Fribourg est une association fribourgeoise vouée à la production lyrique. Il a pour but statutaire de promouvoir l'opéra et l'art lyrique à Fribourg et dans le Canton. Depuis janvier 2012, l'Opéra de Fribourg est en résidence au théâtre Équilibre à Fribourg. En 2018, l'Opéra de Fribourg et la compagnie lyrique Opéra Louise fusionnent pour créer le NOF - Nouvel Opéra Fribourg qui devient une fondation.

## Historique
L'Opéra de Fribourg a été constitué le 15 mai 1986 à l'initiative de son premier président, Bernard Brünisholz. Depuis sa fondation, il propose chaque année une nouvelle production d'opéra.
Jusqu'à l'ouverture du nouveau théâtre Équilibre édifié au centre-ville de Fribourg et inauguré en décembre 2011, toutes ses productions ont été présentées dans l'Aula Magna de l'Université de Fribourg. L'Opéra de Fribourg a successivement travaillé avec le Collegium Academicum et l'Orchestre de chambre de Genève (OCG), l'orchestre Opus Bern et l'Orchestre de chambre fribourgeois (OCF), dont il est l'un des trois fondateurs avec l'État de Fribourg et la Société des Concerts de Fribourg, en 2008.
En 1996, Alexandre Emery reprend la présidence de l'Opéra dont il assume également la direction générale. Dès son arrivée à la tête de l'institution, il entreprend de la réformer, de la professionnaliser et d'en promouvoir le rayonnement national et international,. Dans cette perspective, il engage le chef d'orchestre Laurent Gendre en tant que directeur musical et y invite régulièrement différents metteurs en scène, tels que Gisèle Sallin, Denis Maillefer, Vincent Vittoz, François de Carpentries, Olivier Desbordes, Jean Bellorini ou Tom Ryser.
Dès 1998, l'Opéra de Fribourg privilégie un répertoire original souvent négligé,,,, en programmant notamment L’Étoile de Chabrier, La Pietra del Paragone de Rossini, Fortunio de Messager, Les Aventures du Roi Pausole d’Honegger, Viva la Mamma de Donizetti, Die Lustigen Weiber von Windsor de Nicolaï, The Medium de Menotti, le Pauvre Matelot de Milhaud, Le Songe d’une nuit d’été de Britten, Il Trittico de Puccini, Barbe-Bleue et Le Voyage dans la Lune d’Offenbach, etc.). Depuis 2001, l'Opéra de Fribourg a coproduit ses spectacles avec diverses maisons d'opéra suisses et françaises.
L'Opéra de Fribourg est membre, par son directeur, du Centre français de promotion lyrique (CFPL) et de la Chambre professionnelle des directeurs d'opéra (CPDO).
En janvier 2012, il intègre le nouveau théâtre Équilibre avec une nouvelle production de Madame Butterfly.
Pour marquer le 30e anniversaire de sa fondation, il a passé commande de l'opéra "Carlotta ou la Vaticane" de Dominique Gesseney-Rappo, sur un livret de Christophe Passer, dont la création a eu lieu au théâtre Équilibre le 31 décembre 2015, dans une mise en scène de Denis Maillefer.
En 2018, l'Opéra de Fribourg et la compagnie lyrique Opéra Louise fusionnent pour créer le NOF - Nouvel Opéra Fribourg qui devient une fondation.

## Productions[9]
- 1986 - 1987 : Le nozze di Figaro
- 1987 - 1988 : Così fan tutte
- 1988 - 1989 : La Cenerentola
- 1989 - 1990 : L'elisir d'amore
- 1990 - 1991 : La Flûte enchantée
- 1991 - 1992 : Carmen
- 1992 - 1993 : Il matrimonio segreto
- 1993 - 1994 : Don Giovanni
- 1994 - 1995 : Die Fledermaus
- 1995 - 1996 : La Bohème
- 1996 - 1997 : Le nozze di Figaro
- 1997 - 1998 : La Périchole
- 1998 - 1999 : L’Étoile
- 1999 - 2000 : Les Joyeuses Commères de Windsor
- 2000 - 2001 : Le Songe d’une nuit d’été
- 2001 - 2002 : Don Pasquale (Coproduction avec l’Opéra Théâtre de Besançon)
- 2002 - 2003 : Le Triptyque (Coproduction avec l’Opéra Théâtre de Besançon)
- 2003 - 2004 : Les Aventures du roi Pausole (Coproduction avec l’Opéra Théâtre de Besançon)
- 2004 - 2005 : La pietra del paragone (Coproduction avec l’Opéra de Besançon et l’Opéra de Rennes)
- 2005 - 2006 : Il mondo della luna (Coproduction avec l’Opéra de Nice, l'Opéra de Besançon et le Grand-Théâtre de Reims)
- 2006 - 2007 : Le Pauvre Matelot & The Medium (Coproduction avec l'Opéra Théâtre de Besançon et le Duo Dijon)
- 2007 - 2008 : Fortunio (Coproduction avec l'Opéra Théâtre de Besançon et le Duo Dijon)
- 2008 - 2009 : La finta giardiniera (Coproduction avec le Théâtre musical de Besançon)
- 2009 - 2010 : Barbe-Bleue (Coproduction avec le Théâtre musical de Besançon)
- 2010 - 2011 : Eugène Onéguine (Coproduction avec le Festival St-Céré et Opéra Éclaté)
- 2011 - 2012 : Madame Butterfly (Coproduction avec le Festival St-Céré et Opéra Éclaté)
- 2012 - 2013 : Viva la Mamma (Coproduction avec L'Opéra de Lausanne et l'Opéra-Théâtre Metz Métropole)
- 2013 - 2014 : Le Voyage dans la Lune (Coproduction avec L'Opéra de Lausanne et Le Festival St-Céré/ Opéra Éclaté)
- 2014 - 2015 : Die Entführung aus dem Serail (Coproduction avec l'Opéra de Lausanne, l’Opéra de Tours et le Théâtre du Capitole de Toulouse)
- 2015 - 2016 : Carlotta ou la Vaticane
- 2016 - 2017 : Orlando paladino
- 2017 - 2018 : Les Contes d'Hoffmann